# 藤橋村
藤橋村（ふじはしむら）は、岐阜県揖斐郡にあった村である。2005年（平成17年）1月31日に揖斐郡内の他5町村と合併して揖斐川町になった。合併するまでは日本一人口密度が低い（1.43人/km²）市町村だった（2021年4月現在は福島県南会津郡檜枝岐村：1.30人/km²）。

## 地理
岐阜県西部、福井県との県境に位置していた。面積は広いが山林が97.1%を占めた。北部はかつて徳山村だった地域で、徳山ダム建設に伴い旧徳山村民はすべて移転したため、居住区は南部に限られていた。最高峰は能郷白山（標高1,617m）。
- 山：金草岳、冠山、若丸山、能郷白山、千回沢山、不動山、笹ヶ峰、釈迦嶺、美濃俣丸、三周ヶ岳、烏帽子山、蕎麦粒山、五蛇池山、上谷山、鏡山、天狗山、雷倉、花房山、小津権現山
- 河川：揖斐川
- ダム：横山ダム、徳山ダム（2008年10月完成、閉村時はダム建設中）

### 気候
年平均気温は11.3℃、年間降水量は3,244mmと非常に多く、冬には2.5mを超える積雪に覆われることもあり、旧徳山村の区域は特別豪雪地帯、それ以外の区域は豪雪地帯の指定を受けていた。

### 隣接していた自治体
- 岐阜県
  - 本巣市
  - 揖斐郡坂内村
  - 同郡久瀬村
- 福井県
  - 大野市
  - 今立郡池田町
  - 南条郡今庄町

## 歴史

### 沿革
- 1922年（大正11年）4月1日 - 揖斐郡久瀬村の一部（東横山、西横山、鶴見、東杉原）が分立して藤橋村が成立する。
- 1987年（昭和62年）4月1日 - 揖斐郡徳山村を編入合併する。
- 2005年（平成17年）1月31日 - 揖斐郡の5町村（揖斐川町・谷汲村・春日村・久瀬村・坂内村）と合併（新設合併）して揖斐川町となる。

### 災害
- 1965年（昭和40年）9月15日 - 四〇・九風水害により揖斐川が氾濫。土砂崩れにより前谷橋が流出して下流の永久橋に引っかかったことを契機に村内が冠水した。10戸家屋が以上が流失して、床上・床下浸水の被害が多数となった[5]。また東杉原では、民家35戸に土砂が流れ込む被害を受けた[6]。

## 行政
- 村長：清水政則（2001年11月25日 - 2005年1月31日）

## 教育
- 藤橋村立藤橋中学校
- 藤橋村立藤橋小学校

### 2005年以前に廃校となった小中学校
- 藤橋村立杉原中学校（1981年休校、1982年廃校）
  - 藤橋村立杉原中学校親鬼姫生分校（1962年廃校）
- 藤橋村立杉原小学校（1982年廃校）
  - 藤橋村立杉原小学校親冬季分校（1960年廃校）

## 交通

### 鉄道
- 村内に鉄道路線なし。最寄り駅は、近畿日本鉄道養老線の揖斐駅。(2007年に養老線は近畿日本鉄道から養老鉄道へ移管)

### 道路
高速道路
- 村内に高速道路なし

一般国道
- 国道303号
- 国道417号

主要地方道
- 村内に主要地方道なし

一般県道
- 岐阜県道254号藤橋池田線
- 岐阜県道270号藤橋根尾線

## 名所・旧跡・観光スポット

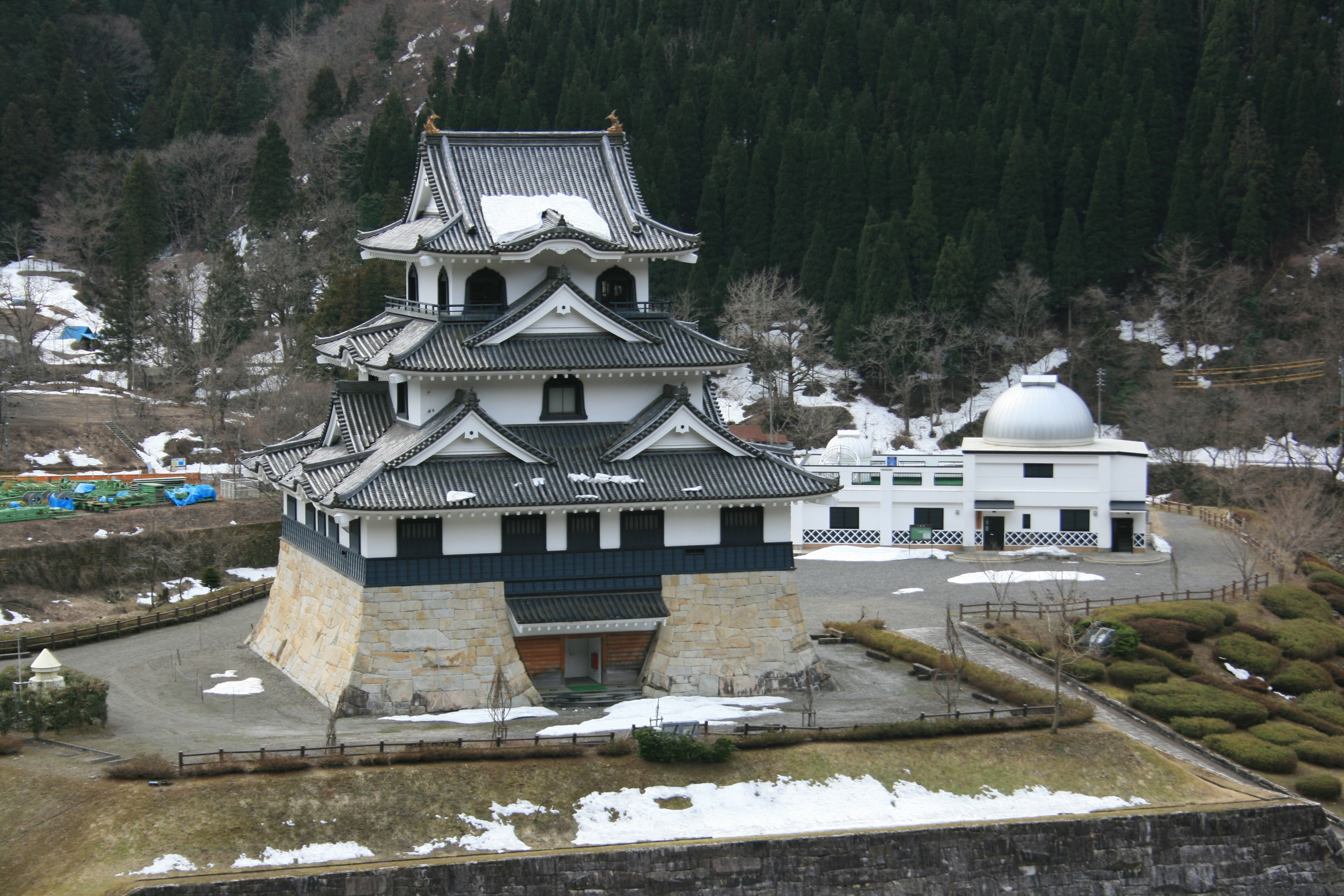
揖斐川右岸沿いの鶴見にある藤橋城（左：西美濃プラネタリウム）と西美濃天文台（右）

- 藤橋城
- 西美濃天文台
- 藤橋村歴史民俗資料館
- 道の駅星のふる里ふじはし
- 冠山・徳山ダム（飛騨・美濃紅葉三十三選）